# 천정하
천정하(1969년 7월 22일 ~ 2021년 4월 27일)은 대한민국의 연극배우이자 배우였다.

## 학력
- 정신여자고등학교 (졸업)
- 홍익대학교 역사교육학과 (졸업)

## 출연작

### 드라마
- 《마우스》 (2021년, tvN) - 나치국의 어머니 역
- 《괴물》 (2021년, JTBC)
- 《불새 2020》 (2020년, SBS)
- 《친구에서 연인이 되는 경우의 수》 (2020년, JTBC)
- 《악의 꽃》 (2020년, tvN)
- 《외출》 (2020년, tvN)
- 《더 킹 : 영원의 군주》 (2020년, SBS) - 양선 요양병원 원무과장 역
- 《비밀의 숲》 (2017년, tvN)
- 《코마》 (2006년, OCN) - 혜영 어머니 역

### 영화
- 2019년 《오만》 - 세희 어머니 역
- 2018년 《화근》
- 2016년 《허도령》 - 보험사 고객 역
- 2013년 《소녀》 - 영준 어머니 역
- 2010년 《육혈포 강도단》 - 정자 집 주인 역
- 2008년 《숨》 - 은영 역
- 2008년 《당신의 바벨탑》 - 예순 역
- 2008년 《엄마가 없다》
- 2006년 《라디오 데이즈》 - 사장 아내 역
- 2006년 《낫시리아》 - 윤희 역
- 1999년 《산전수전》 - 강변 어머니 역

## 연극
- 2020~2021년 해오름 예술극장 《판다스틱》 - 저승사자 역
- 2017~2018년 JTN 아트홀 1관 《경식아 사랑해》 - 정미자 역
- 2017년 예술공간 오르다 《기쁜 우리 젊은 날》 - 엄마 역
- 2017년 동숭아트센터 소극장 《두아 이야기》 - 채노파 역
- 2016년 상명아트홀 1관 《궤짝》 - 화사한 할머니 역
- 2016년 대학로 SH 아트홀 《장판》 - 집게 들고 다니는 여자 역
- 2015년 알과 핵 소극장 《색다른 이야기 읽기 취미를 가진 사람들에게》 - 이모 역
- 2015년 대학로 예술극장 소극장 《서울국제공연예술제 - 색다른 이야기 읽기 취미를 가진 사람들에게》 - 이모 역
- 2015년 세종문화회관 M 씨어터 《나는 형제다》 - 어머니 역
- 2015년 두산아트센터 Space 111 《모험왕 & 신 모험왕》
- 2014년 예술공간 서울 《늑대는 눈알부터 자란다》
- 2014년 대학로 예술극장 소극장 《팬티 입은 소년》 - 머리에 비녀 꽂은 할머니 역
- 2014년 작은 극장 광야 《정물화》 - 히가시 수녀 역
- 2013년 대학로 예술극장 소극장 《봄 작가 겨울 무대 - 장롱 속의 바다》 - 김 사장 역
- 2013년 노을 소극장 《안녕, 피아노》 - 어머니 역
- 2013년 연극실험실 혜화동 1번지 《2013 봄 페스티벌 - 괴물이 산다》 - 여자2 역
- 2013년 대학로 설치극장 정미소 《싸움꾼들》 - 최 교수의 아내 역
- 2012년 구 스튜디오 76 《쥐》 - 며느리 역
- 2012년 연극실험실 혜화동 1번지 《2012 봄 페스티벌 - 해방공간》
- 2012년 대학로 선돌극장 《박완서, 배우가 다시 읽다》
- 2012년 대학로 예술극장 대극장 《저승》
- 2011~2012년 연극실험실 혜화동 1번지 《빨간시》 - 어미 역
- 2011년 가든파이브 아트홀 《박완서, 배우가 다시 읽다》
- 2011년 국립극단 백성희 장민호 극장 《주인이 오셨다》
- 2009년 대학로 예술극장 소극장 《그 샘에 고인 말》
- 2009년 대학로 선돌극장 《남도 南道 - SERISE 1》
- 2009년 대전 예술의 전당 앙상블홀 《청춘예찬》
- 2008년 고양 아람누리 새라새극장 《청춘예찬》 - 어머니 역
- 2005년 대학로 게릴라 극장 《선착장에서》 - 규회 어머니 역
- 2005년 블랙박스 씨어터 《청춘예찬》 - 어머니 역
- 2004년 동숭아트센터 소극장 《연극열전 - 청춘예찬》 - 어머니 역

## 사망
2021년 4월 27일 자택에서 저혈압과 신부전증으로 세상을 떠났다.